# Постлетуэйт, Пит
Питер Уильям (Пит) Послтуэйт (англ. Peter William "Pete" Postlethwaite [ˈpɒsəlθweɪt]; 7 февраля 1946, Уоррингтон — 2 января 2011, Шрусбери) — британский киноактёр. Наиболее известные фильмы с его участием — «Подозрительные лица», «Во имя отца», «Парк Юрского периода 2: Затерянный мир», «Последний из Могикан», «Сердце дракона», «Начало», «Город воров». В 1994 году номинировался на «Оскар» за лучшую мужскую роль второго плана в фильме «Во имя отца».

## Биография
Пит Постлетуэйт родился 7 февраля 1946 года в Уоррингтоне, графство Чешир. В детстве хотел стать священником.
Долгое время работал учителем. После поступления в местную драматическую школу несколько лет проработал в театре.
Первой большой ролью в кино после прибытия в Голливуд стала роль Отца в фильме «Далекие голоса, застывшие жизни».
Актёр питал особую страсть к курению табака, в 1990 году у него был диагностирован рак лёгких, от которого он долго и успешно лечился.
В 1992 году исполнил роль Дэвида в фильме «Чужой 3».
В 1994 году Постлетуэйт был номинирован на «Оскар» за лучшую мужскую роль второго плана в фильме «Во имя отца».
После этого актёр сыграл значительные роли в таких фильмах, как «Подозрительные лица», «Сердце дракона», «Ромео + Джульетта», «Парк Юрского периода 2: Затерянный мир», «Соломон Кейн», «Начало» и «Город воров».
Многим зрителям, в том числе российским, запомнился своей отрицательной, но оригинальной и колоритной ролью грубого британского солдафона — сержанта Обадии Хейксвилла — в историческом сериале «Приключения королевского стрелка Шарпа», поставленного по мотивам романов Бернарда Корнуэлла (серии «Рота Шарпа» (1993 г.) и «Враг Шарпа» (1994)).
В 2004 году Постлетуэйт получил Орден Британской империи.
Пит Постлетуэйт скончался от рака поджелудочной железы 2 января 2011 года в госпитале Шропшира. Фильм «Убить Боно» оказался для него последним.
Уже после смерти актёр был номинирован на премию Британской академии кино и телевизионных искусств за лучшую мужскую роль второго плана в картине Бена Аффлека «Город воров».

## Фильмография
- 1977 — Дуэлянты / The Duellists — человек, побривший генерала Трейларда
- 1984 — Частное торжество / Private Function — мясник Дуглас Дж. Наттол
- 1985 — Сирано де Бержерак / Cyrano de Bergerac —  Рагно
- 1988 — Убить священника / To Kill a Priest / Le Complot — Джозеф
- 1988 — Далёкие голоса, застывшие жизни / Distant Voices, Still Lives — отец
- 1988 — Портниха / The Dressmaker — Джек
- 1990 — Остров сокровищ / Treasure Island — Джордж Мерри
- 1990 — Гамлет / Hamlet — актёр, играющий короля
- 1992 — Считанные секунды / Split Second — Паульсен
- 1992 — Чужой 3 / Alien³ — Дэвид
- 1992 — У воды / Waterland — Генри Крик
- 1992 — Последний из могикан / The Last of the Mohicans — капитан Бимс
- 1993 — Во имя отца / In the Name of the Father — Джузеппе Конлон
- 1993 — Отшельница / Anchoress Suite 16 —Вильям Карпентер
- 1994 — Враг Шарпа / Sharpe’s Enemy — Обадия Хэйксвилл
- 1994 — Рота Шарпа / Sharpe’s Company — Обадия Хэйксвилл
- 1994 — Мартин Чезлвит / Martin Chuzzlewit — Тигг Монтегю
- 1994 — Апартаменты 16 / Suite 16 — Гловер
- 1995 — Подозрительные лица / The Usual Suspects — адвокат Кобаяси
- 1996 — Джеймс и гигантский персик / James and the Giant Peach — старик
- 1996 — Сердце дракона / Dragonheart — брат Гилберт
- 1996 — Дело — труба / Brassed Off — Данни Ормондройд
- 1996 — Ромео + Джульетта / Romeo + Juliet — Отец Лоренцо
- 1996 — Штрафной / When Saturday Comes — Кен Джексон
- 1996 — Час убийств / Crimetime
- 1997 — Парк Юрского периода 2: Затерянный мир / The Lost World: Jurassic Park — охотник Роланд Тембо
- 1997 — Бандит / Bandyta — директор больницы Синкай
- 1997 — Амистад / Amistad — окружной прокурор Уильям С. Холаберд
- 1997 — Поцелуй змея / Serpent’s Kiss —  Томас Смитерс
- 1998 — Среди гигантов / Among Giants — Рэй
- 1999 — Алиса в Стране чудес / Alice in Wonderland — плотник
- 1999 — Не находя слов / Lost for Words — Дерик Лонгден
- 1999 — Коллекционеры бабочек / Butterfly Collectors — Джон Маккеун
- 1999 — Своенравный сын / Wayward Son — Бен Александр
- 1999 — Скотный двор / Animal Farm — Бенджамин / фермер Джонс — озвучка
- 1999 — Семейная история / The Divine Ryans — дядя Рег Райан
- 2000 — Когда низвергнутся небеса / When the Sky Falls — Мартин Шонесси
- 2000 — Мистер крыс / Rat — Хьюберт
- 2000 — Виктория Вуд с пряностями — Клем Хардикрофт
- 2001 — Корабельные новости / The Shipping News — Терт Кард
- 2001 — Огненный ринг / Cowboy Up — Рид Брэкстон
- 2002 — На взводе / Triggermen — Бен Катлер
- 2002 — Только между нами / Between Strangers — Джон
- 2003 — Разрушенный город / Shattered City: The Halifax Explosion — Шарль Буршель
- 2003 — Предел терпения / The Limit — Гэйл
- 2003 — Великан-эгоист / The Selfish Giant (мультфильм) — Артур — озвучка
- 2004 — Странная парочка / Strange Bedfellows — Рассел Маккензи
- 2005 — Тёмная вода / Dark Water — мистер Веек
- 2005 — Преданный садовник / The Constant Gardener — доктор Лорбер / доктор Брандт
- 2005 — Эон Флакс / Æon Flux — хранитель
- 2005 — Красный меркурий / Red Mercury — Золотой командир
- 2006 — Омен / The Omen — Отец Бреннан
- 2006 — Долина восхищения сердец / Valley of the Heart’s Delight — Альбион Мансон
- 2007 — Сын призрака / Ghost Son — доктор
- 2007 — Замыкая круг / Closing the Ring — Куинлан
- 2009 — Игрок / Player — Колин
- 2009 — Век глупцов / The Age of Stupid — архивариус
- 2009 — Соломон Кейн / Solomon Kane — Уильям Кроуторн
- 2009 — Татуировки: История шрамов / Tattoos: A Scarred History
- 2010 — Битва титанов / Clash of the Titans — Спирос
- 2010 — Начало / Inception — Морис Фишер
- 2010 — Город воров / The Town — Фергус «Ферджи» Колм
- 2011 — Убить Боно / Killing Bono — Карл